# Minardi M187
A Minardi M187 egy Formula–1-es versenyautó, amelyet a Minardi tervezett az 1987-es Formula–1 világbajnokságra. Pilótái Adrian Campos és Alessandro Nannini voltak.

## Áttekintés
Ez volt a csapat utolsó autója, mely a Motori Moderni V6-os turbómotorjait használta, miután a következő évtől a Ford-Cosworth DFZ motorokra váltottak, a turbók betiltása miatt. Az autók festése maradt a hagyományos fekete-sárga, a legfontosabb szponzoruk a Simod volt, valamint a Lois nevű farmermárka, amelyet Campos hozott a csapathoz.
A nehéz és gyenge motorok miatt a Minardi egész évben csak szenvedett. Nannini érte el a jobb eredményeket, és ő is csak háromszor tudott célba érni egész idényben. Teljesítményére mindazonáltal felfigyelt a Benetton csapat, akik le is igazolták a következő évre.
Campos sokkal pocsékabb teljesítményt nyújtott, és egyértelmű volt, hogy csak a szponzori pénzei miatt van a csapatnál. A szezonnyitó brazil nagydíjról diszkvalifikálták, mert miután beragadt a felvezető körön, megelőzött több versenyzőt is, hogy visszakerülhessen a rajtrácson a helyére. Monacóban nem tudott elindulni, mert összetörte az autóját ugyancsak a rajt előtt. Egyedül a spanyol nagydíjon ért célba a 14. helyen, de négy kör hátrányban a futamot megnyerő Nigel Mansell mögött.

## Eredmények
(félkövérrel jelölve a pole pozíció)
| Év   | Csapat          | Motor                 | Gumik | Pilóták            | 1   | 2   | 3   | 4   | 5   | 6   | 7   | 8   | 9   | 10  | 11  | 12  | 13  | 14  | 15  | 16  | Pontok | Helyezés |
| ---- | --------------- | --------------------- | ----- | ------------------ | --- | --- | --- | --- | --- | --- | --- | --- | --- | --- | --- | --- | --- | --- | --- | --- | ------ | -------- |
| 1987 | Minardi F1 Team | Motori Moderni 615-90 | G     |                    | BRA | SMR | BEL | MON | DET | FRA | GBR | GER | HUN | AUT | ITA | POR | ESP | MEX | JPN | AUS | 0      | -        |
| 1987 | Minardi F1 Team | Motori Moderni 615-90 | G     | Adrian Campos      | DSQ | KI  | KI  | NI  | KI  | KI  | KI  | KI  | KI  | KI  | KI  | KI  | 14  | KI  | KI  | KI  | 0      | -        |
| 1987 | Minardi F1 Team | Motori Moderni 615-90 | G     | Alessandro Nannini | KI  | KI  | KI  | KI  | KI  | KI  | KI  | KI  | 11  | KI  | 16  | 11  | KI  | KI  | KI  | KI  | 0      | -        |